# Emile Hirsch
Emile Davenport Hirsch (Los Angeles, 13 marzo 1985) è un attore, doppiatore e cantautore statunitense.
È noto soprattutto per il suo ruolo di Christopher McCandless nel film del 2007 Into the Wild - Nelle terre selvagge diretto da Sean Penn. Tra gli altri film a cui ha preso parte figurano Milk (2008), Killer Joe (2011), Le belve (2012), C'era una volta a... Hollywood (2019) e Son (2021).

## Biografia
Emile Hirsch è nato a Palms, area residenziale del Westside di Los Angeles (California), figlio di David Hirsch e Margaret Davenport; la madre è un'artista di libri pop-up. Dopo il divorzio dei genitori si trasferisce con il padre nel Nuovo Messico e in seguito a Los Angeles, dove studia presso l'Hamilton Academy of Music and The Performing Arts.

### Carriera
Inizia la sua carriera con piccole partecipazioni a serie TV come Due gemelle e una tata, Sabrina, vita da strega, E.R. - Medici in prima linea e Jarod il camaleonte e Ultime dal cielo. Debutta nel cinema nel 2002 in The Dangerous Lives of Altar Boys al fianco di Jodie Foster; nello stesso anno lavora nel film Il club degli imperatori. Nel 2004 ottiene un discreto successo al fianco di Elisha Cuthbert nella commedia La ragazza della porta accanto; in seguito prende parte ai film Lords of Dogtown con Heath Ledger e Alpha Dog in cui interpreta il ruolo di Johnny Truelove, nome di finzione del bandito Jesse James Hollywood alla cui storia è ispirato il film.
Il film è stato distribuito nel 2007, ma fu girato nel 2004.
Nel 2007, per la sua interpretazione del girovago Christopher McCandless in Into the Wild - Nelle terre selvagge, diretto da Sean Penn, ha ricevuto molti riconoscimenti tra cui un National Board of Review Awards 2007. Nel 2008 è uscito nelle sale cinematografiche con il film Speed Racer, adattamento cinematografico a cura degli allora fratelli Wachowski del cartone animato giapponese Superauto Mach 5. Nello stesso anno lavora nuovamente al fianco di Sean Penn in Milk di Gus Van Sant, film sulla storia di Harvey Milk, primo consigliere comunale apertamente gay di San Francisco, assassinato nel 1978 dal suo avversario politico, interpretato da Josh Brolin. Nel film Hirsch interpreta l'attivista Cleve Jones.
Nel 2011 è impegnato in due film: il thriller fantascientifico L'ora nera e il drammatico Killer Joe, quest'ultimo presentato in concorso alla 68ª Mostra internazionale d'arte cinematografica di Venezia. Nel 2012 recita al fianco di Penélope Cruz in Venuto al mondo di Sergio Castellitto, tratto dall'omonimo romanzo di Margaret Mazzantini. Nel 2013 partecipa al film Lone Survivor, basato su una storia vera ed incentrato su quattro Navy SEAL che in missione rimangono vittime di un agguato da parte dei talebani in Afghanistan, e si trovano costretti a sopravvivere nella zona montana dell'Hindu Kush. Nello stesso anno interpreta anche il ruolo di Clyde nella miniserie televisiva Bonnie & Clyde, prodotta e mandata in onda in contemporanea dalle tre reti televisive americane Life, History Channel e A&E. Nel film Era mio nemico del 2017 interpreta Jack Turner, giovane capitano americano che pilotava uno degli aerei che bombardarono Tokyo durante la Seconda guerra mondiale.
A partire dal 2019, e dopo aver sperimentato un genere di musica differente nel 2018 con la sua band Hysterical Kindness, Emile ha dato vita ad un progetto solista chiamato appunto Hirsch, che presenta molte sonorità assimilabili al synth-pop.

### Vita privata
Nel 2013 è nato il suo primo figlio.
Nel febbraio 2015 viene arrestato con l'accusa di aggressione nei confronti della produttrice Dani Bernfeld, vice presidente della divisione digitale della Paramount Pictures. Hirsch si trovava al Sundance Film Festival 2015 per la presentazione di Ten Thousand Saints quando, secondo testimoni, da ubriaco avrebbe aggredito la Bernfeld tentando di strangolarla. Il 17 agosto 2015 viene emessa la sentenza in cui, oltre a scontare 15 giorni di carcere, dovrà pagare una multa di 4750 dollari e prestare 50 ore di lavori socialmente utili.

## Filmografia

### Attore

#### Cinema
- The Dangerous Lives of Altar Boys, regia di Peter Care (2002)
- Il club degli imperatori (The Emperor's Club), regia di Michael Hoffman (2002)
- La ragazza della porta accanto (The Girl Next Door), regia di Luke Greenfield (2004)
- The Mudge Boy, regia di Michael Burke (2004)
- Imaginary Heroes, regia di Dan Harris (2005)
- Lords of Dogtown, regia di Catherine Hardwicke (2005)
- Alpha Dog, regia di Nick Cassavetes (2007)
- Into the Wild - Nelle terre selvagge (Into the Wild), regia di Sean Penn (2007)
- The Air I Breathe, regia di Jieho Lee (2007)
- Speed Racer, regia dei fratelli Wachowski (2008)
- Milk, regia di Gus Van Sant (2008)
- Motel Woodstock (Taking Woodstock), regia di Ang Lee (2009)
- L'ora nera (The Darkest Hour), regia di Chris Gorak (2011)
- Killer Joe, regia di William Friedkin (2011)
- Le belve (Savages), regia di Oliver Stone (2012)
- Venuto al mondo, regia di Sergio Castellitto (2012)
- The Motel Life, regia di Alan Polsky e Gabe Polsky (2012)
- Prince Avalanche, regia di David Gordon Green (2013)
- Lone Survivor, regia di Peter Berg (2013)
- Ten Thousand Saints, regia di Shari Springer Berman e Robert Pulcini (2015)
- Just Jim, regia di Craig Roberts (2015)
- Vincent N Roxxy, regia di Gary Michael Schultz (2016)
- Autopsy (The Autopsy of Jane Doe), regia di André Øvredal (2016)
- Suocero scatenato (All Nighter), regia di Gavin Wiesen (2017)
- Era mio nemico (Feng huo fang fei), regia di Bille August (2017)
- The Outsider, regia di Martin Zandvliet (2018)
- An Evening with Beverly Luff Linn, regia di Jim Hosking (2018)
- Freaks, regia di Zach Lipovsky e Adam B. Stein (2018)
- Peel - Famiglia cercasi (Peel), regia di Rafael Monserrate (2019)
- Gli ultimi fuorilegge (Never Grow Old), regia di Ivan Kavanagh (2019)
- C'era una volta a... Hollywood (Once Upon a Time in... Hollywood), regia di Quentin Tarantino (2019)
- La forza della natura (Force of Nature), regia di Michael Polish (2020)
- C'era una truffa a Hollywood (The Comeback Trail), regia di George Gallo (2020)
- Son, regia di Ivan Kavanagh (2021)
- Midnight in the Switchgrass - Caccia al serial killer (Midnight in the Switchgrass), regia di Randall Emmett (2021)
- American Night, regia di Alessio Della Valle (2021)
- The Immaculate Room, regia di Mukunda Michael Dewil (2022)
- Pursuit, regia di Brian Skiba (2022)
- State of Consciousness, regia di Markus Stokes (2022)
- The Engineer, regia di Danny A. Abeckaser (2023)

#### Televisione
- Kindred: The Embraced – serie TV, episodio 1x04 (1996)
- Una famiglia del terzo tipo (3rd Rock from the Sun) – serie TV, episodio 3x05 (1997)
- Ultime dal cielo (Early Edition) – serie TV, episodio 2x08 (1997)
- Players – serie TV, episodio 1x18 (1998)
- Houdini – film TV, regia di Pen Densham (1998)
- La leggenda dell'isola maledetta (Gargantua) – film TV, regia di Bradford May (1998)
- Due gemelle e una tata (Two of a Kind) – serie TV, episodio 1x12 (1999)
- Sabrina, vita da strega (Sabrina, the Teenage Witch) – serie TV, episodio 3x16 (1999)
- Terra promessa (Promised Land) – serie TV, episodio 3x18 (1999)
- Jarod il camaleonte (The Pretender) – serie TV, episodio 3x19 (1999)
- Profiler - Intuizioni mortali (Profiler) – serie TV, episodio 3x19 (1999)
- NYPD - New York Police Department (NYPD Blue) – serie TV, episodio 6x21 (1999)
- E.R. - Medici in prima linea (ER) – serie TV, episodi 6x07-6x09 (1999)
- Wild Iris – film TV, regia di Daniel Petrie (2001)
- Bonnie & Clyde, regia di Bruce Beresford – miniserie TV (2013)

### Documentari
- I Am Heath Ledger, regia di Derik Murray e Adrian Buitenhuis (2017)

### Doppiatore
- Trollhunters - I racconti di Arcadia (Trollhunters: The Tales of Arcadia) – serie animata, 11 episodi (2018) – voce
- 3 in mezzo a noi - I racconti di Arcadia (3Below: Tales of Arcadia) – serie animata, 4 episodi (2018-2019) – voce
- Robot Chicken – serie animata, episodio 10x14 (2020) – voce
- I Maghi - I racconti di Arcadia (Wizards: Tales of Arcadia) – serie animata, 4 episodi (2020) – voce
- Trollhunters: I Difensori di Arcadia (Trollhunters: Defenders of Arcadia) – videogioco (2020)
- Trollhunters - L'ascesa dei Titani (Trollhunters: Rise of the Titans), regia di Johane Matte, Francisco Ruiz-Velasco e Andrew L. Schmidt (2021)

## Doppiatori italiani
Nelle versioni in italiano delle opere in cui ha recitato, Emile Hirsch è stato doppiato da:
- Massimiliano Alto in Alpha Dog, Into the Wild - Nelle terre selvagge, Milk, Motel Woodstock, Killer Joe, Le belve, Lone Survivor
- Davide Perino in The Mudge Boy, Speed Racer, Autopsy, C'era una volta a... Hollywood, C'era una truffa a Hollywood, Gemini Lounge-InsideMan
- Emiliano Coltorti in Il club degli imperatori, Venuto al mondo, La forza della natura
- Francesco Pezzulli in The Dangerous Lives of Altar Boys, Bonnie & Clyde
- David Chevalier in La ragazza della porta accanto, American Night
- Daniele Raffaeli in Suocero scatenato, Midnight in the Switchgrass - Caccia al serial killer
- Andrea Oldani in Era mio nemico, Fuga verso l'inferno
- Simone Crisari in E.R. - Medici in prima linea
- Marco Vivio in Imaginary Heroes
- Roberto Gammino in Lords of Dogtown
- Andrea Mete in The Air I Breathe
- Monica Bonetto in La leggenda dell'isola maledetta
- Paolo De Santis in L'ora nera
- Alessandro Capra in Ten Thousand Saints

Da doppiatore è sostituito da:
- Flavio Aquilone in Trollhunters - i racconti di Arcadia, 3 in mezzo a noi - I racconti di Arcadia, I Maghi - I racconti di Arcadia, Trollhunters - L'ascesa dei Titani